# Herman de Ranitz

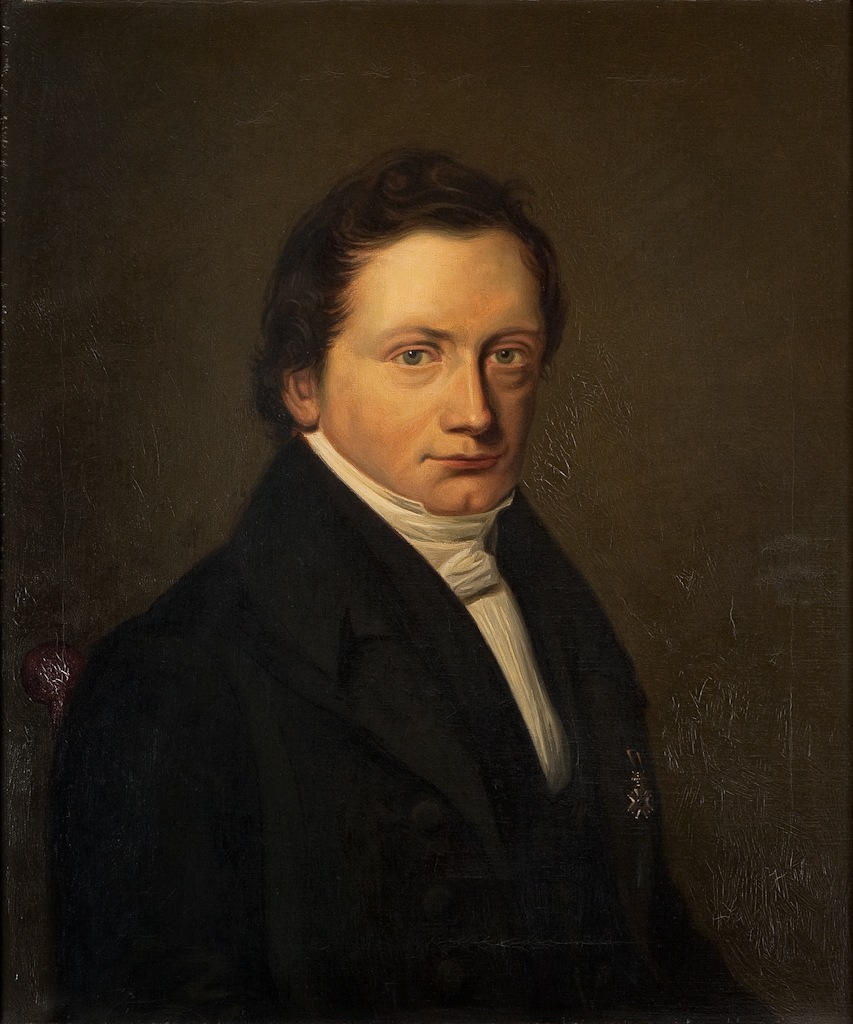
Herman de Ranitz

Herman de Ranitz (* 10. Februar 1794 in Groningen; † 7. August 1846 in Bad Kreuznach) war ein niederländischer Jurist, Politiker und Bürgermeister von Groningen.

## Leben

### Herkunft
Herman de Ranitz wurde in eine in Groningen einflussreiche Familie geboren, die ins Patriziat der Stadt aufgestiegen war. Ein Zweig der Familie ließ sich in Zutphen nieder. Die Familie stammte ursprünglich aus Sachsen. Ihr Vorfahr, Johann Sigmundt Ranitz (latinisiert: Ranisius), 1645 in Pirna geboren, war vermutlich während des Holländischen Krieges (1672–1678) mit brandenburgischen Truppen, die auf Seiten der Niederlande gekämpft hatten, dorthin gelangt. Herman de Ranitz’ Großvater war Abgeordneter der Zweiten Kammer der Generalstaaten. Sein Vater Sebastiaan Mattheus Sigismund de Ranitz (1757–1829) war – nach einer Offizierslaufbahn – der Generaleinnehmer für die Grundsteuer und die Akzise („hoofdontvanger“, deutsch: „Hauptempfänger“) der Provinzen Groningen und Drenthe.

### Jurist und Abgeordneter
Herman de Ranitz studierte ab 1811 an der Universität Groningen Römisches Recht und geltendes Recht („hedendaags recht“, wörtlich: zeitgenössisches Recht). 1816 wurde er mit einer Dissertation zum Eherecht der Römer für das Fach Rechtsgeschichte promoviert. 1819 folgte eine zweite Promotion (zum Dr. jur.) mit einer Dissertation zur Gewaltenteilung. Danach arbeitete er als Rechtsanwalt. 1832 wurde er in den Groninger Stadtrat gewählt. Von 1834 bis 1840 gehörte er den Provinciale Staten der Provinz Groningen an. 1838 wurde er zum Beigeordneten des Groninger Bürgermeisters für Rechtsfragen („wethouder“) bestellt. Die von ihm verfassten bzw. mitverfassten Denkschriften an den König und an die Generalstaaten gründen in einem außergewöhnlichen rechtsgeschichtlichen Wissen. Zudem war er Procureur (Staatsanwalt) am Gericht des Arrondissement Groningen. 1840 wurde er in die Zweite Kammer der Generalstaaten gewählt, gab seinen Sitz jedoch bald auf und kehrte in die Provinciale Staten zurück.

### Bürgerschaftliches Engagement
Neben seinen hauptberuflichen Aufgaben widmete sich de Ranitz der Verbesserung des Schulwesens und der Armenfürsorge. Er war Sekretär, dann Vorsitzender der Groninger Sektion der 1784 gegründete Maatschappij tot Nut van 't Algemeen (Gesellschaft zum Nutzen der Allgemeinheit), der damals bedeutendsten niederländischen Vereinigung zur „Hebung“ der „unteren Klassen“. Seit 1826 war er Mitglied der Armenkommission der Stadt Groningen. Als nach der schweren Choleraepidemie, die 1832 und 1833 die Provinz Groningen heimgesucht hatte, eine Provinzial-Gesundheits-Kommission eingerichtet wurde, arbeitete er auch dort mit. 1835 wurde er in die Schulkommission berufen. Seine besondere Sorge galt einer guten Schulbildung von Taubstummen. Er war Vorsitzender des Instituut voor doofstommen te Groningen. Seine Vorschläge zur Reform der Schulen fanden landesweit Aufmerksamkeit. Weiterhin war an der Reform der Gefängnisse beteiligt.

### Bürgermeister von Groningen
1842 ernannte der König de Ranitz zum Bürgermeister von Groningen. Am 1. Januar 1843 trat er sein Amt an. Er machte sich mit außerordentlicher Tatkraft ans Werk. Die 1840er Jahre waren in Groningen durch die beginnende Industrialisierung, und zwar in der Textilindustrie, geprägt. Schon 1838 war, unter maßgeblicher Beteiligung von de Ranitz, eine „Spinnschule“ zur Ausbildung der Arbeiter der ersten mechanischen Spinnerei eingerichtet worden.
Neben dem laufenden Geschäft führte er – nun mit der ganzen Amtsautorität eines Bürgermeisters – die Arbeit für seine Herzensanliegen fort: der Armenfürsorge und der Bildung. Dazu gehörte die Einrichtung von Grundschulen, zu denen auch die Armen Zugang erhielten.
Eng verbunden war de Ranitz seiner Alma Mater, der Groninger Universität. Von 1842 bis zu seinem Tod war er deren Kurator. Energisch betrieb er deren Ausbau. Angesichts ihrer unzureichenden Unterbringung arbeitete er darauf hin, ein neues Hauptgebäudes der Universität zu errichten (Academiegebouw). Am 24. Februar 1842 stimmte der Rat der Stadt den von de Ranitz vorgelegten Planungen zu. Fertiggestellt wurde das Academiegebouw 1850, nach seinem Tod.
Nach den von ihm organisierten, ausgedehnten Festlichkeiten anlässlich eines Besuchs von König Wilhelm I. in Groningen fuhr Herman de Ranitz zur Erholung und Kur nach Bad Kreuznach. Dort starb er unerwartet am 7. August 1846.
Herman de Ranitz war Mitglied der Nederlandse Hervormde Kerk.

## Familie

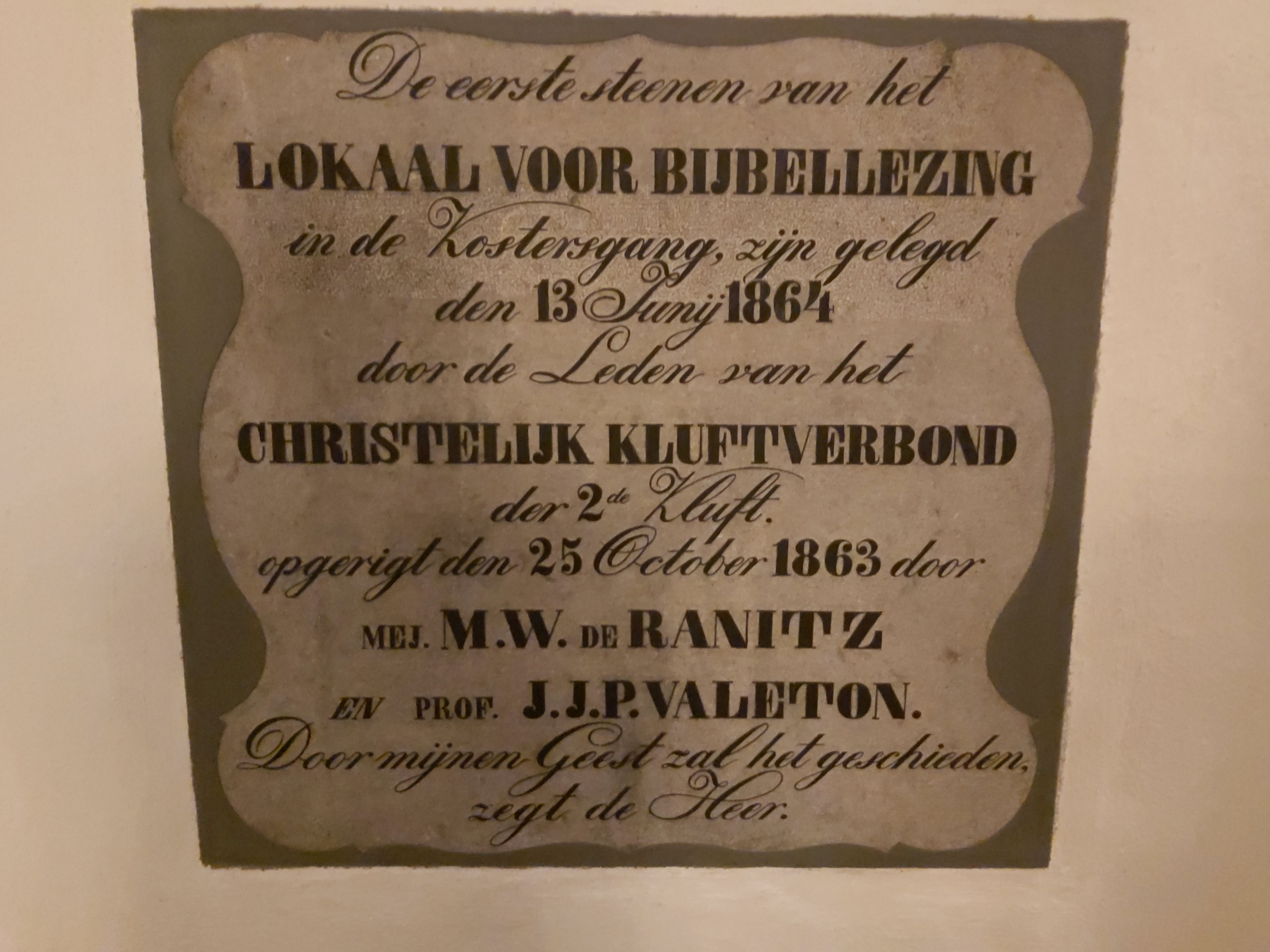
Gedenktafel für Magdalena Wilhelmina de Ranitz und Josue Jean Philippe Valeton in der Martinikerk in Groningen, mit dem Hinweis auf die dort von ihnen eingerichtete Bibellesestube

Mit Maria Elisabeth Crommelin, die er 1832 heiratete, hatte Herman de Ranitz acht Kinder.
- Sein Sohn Sebastiaan Mattheus Sigismund de Ranitz (1833–1909) war Ratsherr des Hoge Raad der Niederlande und Mitglied der Zweiten Kammer der Generalstaaten.
- Seine Tochter Magdalena Wilhelmina de Ranitz (1837–1919) widmete sich der Fürsorge für Arme und Kranke und gründete als junge Frau, die nicht Theologie studiert hatte, 1860 einen Bibellesekreis – was damals Aufsehen hervorrief. Daraus entstand 1863 mit Unterstützung von Josue Jean Philippe Valeton der Christelijk kluftverbond (Christlicher Nachbarschaftsbund). Ab 1865 begann sie, in einem Haus, das sie aus ihrem Erbe gekauft hatte, Waisenmädchen und vernachlässigte Kinder aufzunehmen und vor allem Frauen, die von ihren Männern verlassen worden waren bzw. die sich aus der Prostitution lösen wollten, sowie deren Kinder. In diesem „Doorgangshuis“ (Durchgangshaus) lebten die Frauen und Kinder, bis sie imstande waren, ihren Lebensunterhalt zu verdienen, unter anderem als Wäscherinnen.[29]

Herman de Ranitz’ Neffe Sebastiaan Mattheus Sigismund de Ranitz (1846–1916) war die einflussreichste Persönlichkeit am Hof der Regentin Emma und von 1903 bis 1916 Grootmeester (wörtlich: „Großmeister“), das heißt Chef des Hofstaates von Königin Wilhelmina. Zwei weitere Neffen waren Parlamentsabgeordnete, ein dritter, Alexander Frederik de Savornin Lohman, war Innenminister.
Sein Urenkel Constant (Coen) de Ranitz (1905–1983) war von 1948 bis 1970 Bürgermeister von Utrecht.

## Ehrungen
- König Wilhelm I. verlieh ihm das Ritterkreuz des Ordens vom Niederländischen Löwen.[24]
- In Helpman, einem südlichen Stadtteil von Groningen, ist die De Ranitzstraat nach Herman de Ranitz benannt.

## Schriften
- Disputatio iuris historica, de lege sacra Romuli de nuptiis. Groningen 1816.
- Specimen juridicum de imperio civili in partes recte distribuendo. Groningen 1819.
- Redevoering uitgesproken in eene vergadering der leden van het Genootschap: tot zedelijke verbetering der gevangenen, den 7 maart 1826. Groningen 1826.
- Memorie van Regte over het Erfpachtsregt, ingevoerd bij de Wet van den 10 Januarij 1824, met Betrekking tot de Groninger Vaste Beklemming. Willem Zuidema, Groningen 1831.
- Adres van de Provinciale Staten van Groningen aan Zijne Majesteit den Koning. Koninklijke Bibliotheek, Den Haag 1842.